# Fiscus Caesaris

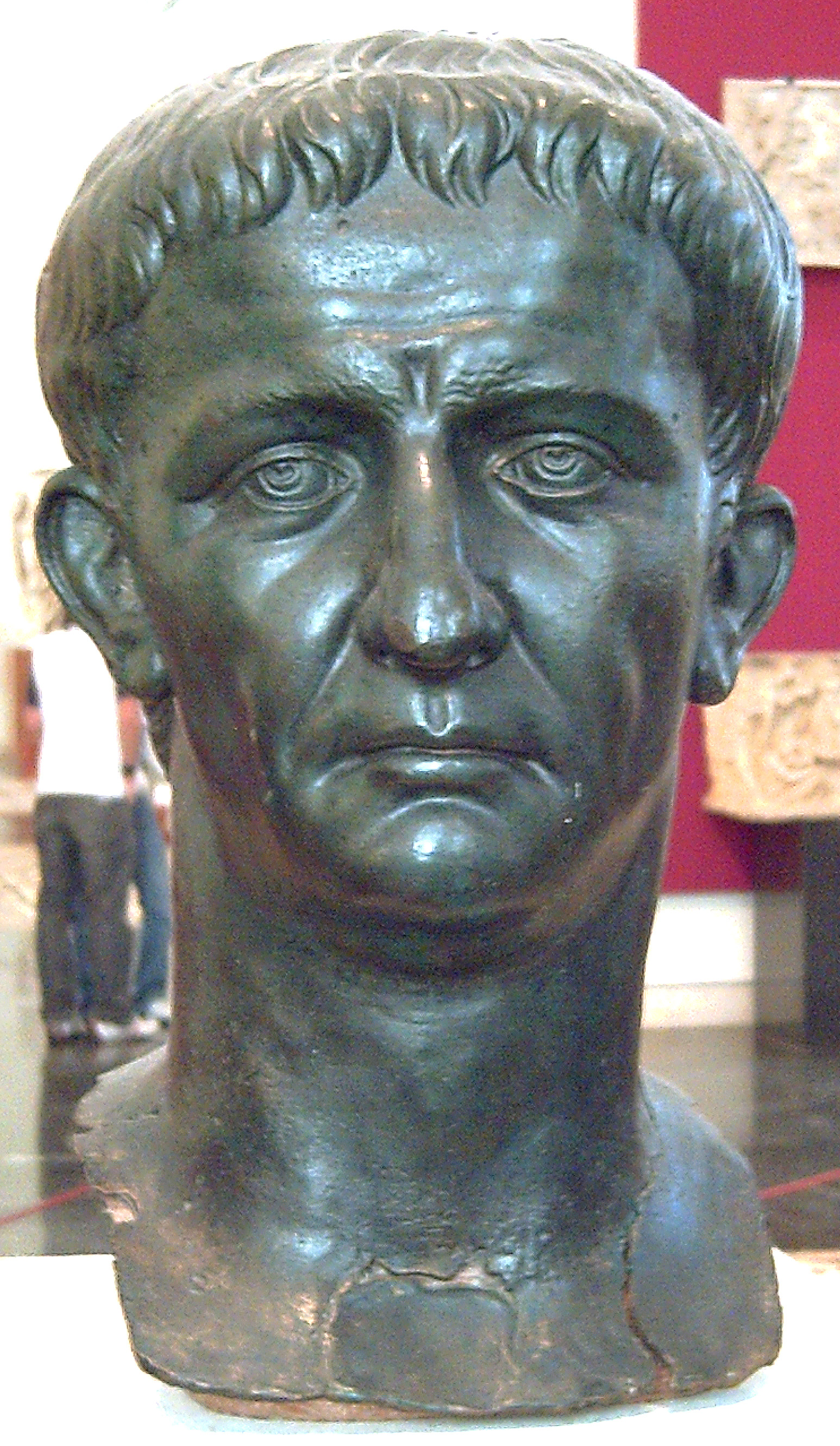
Busto di Claudio, ritenuto iniziatore della nozione di fiscus Caesaris, sottoposto a uno specifico ufficio a rationibus (come laerarium Saturni), responsabile della contabilità del patrimonio personale dell'imperatore.

Fiscus Caesaris (significa in latino "cesto", "cassa" dell'imperatore Cesare) indicò da Claudio in poi la cassa ed il tesoro privato dell'imperatore romano, distinto dall'erario militare, dall'erario del popolo e del Senato (il solo tesoro pubblico durante la Repubblica).
Il fiscus nacque dall'esigenza di amministrare le entrate provenienti dalle province imperiali (sottoposte alla gestione diretta dell'imperatore) più ricche e di utilizzarle al fine di coprire la gestione delle spese dell'amministrazione provinciale. Fu creato quindi dall'esigenza di contabilizzare spese ed entrate delle province imperiali e andò affiancandosi all'aerarium Saturni (aveva sede presso il tempio di Saturno) spesso in difficoltà finanziarie, fino a soppiantarlo del tutto.
Oltre al fiscus col tempo sempre più gestito direttamente dal princeps vi era poi il patrimonium principis, ovvero il complesso dei beni patrimoniali dell'Imperatore (sostanzialmente fondiari, basti pensare al patrimonio egiziano), con dimensioni certamente immense, rispetto a qualunque altro privato cittadino dell'epoca. Si aggiunga che probabilmente non vi era una reale distinzione tra entrate fiscali e patrimoniali, essendo entrambe parti integranti dello stesso fiscus.

## Storia
Anche se l'istituzione di un ufficio centrale dell'amministrazione finanziaria del fiscus casearis avvenne solo con l'imperatore Claudio, già l'imperatore Augusto aggiunse una cassa all'antico erario repubblicano, detta fiscus, a uso esclusivo del princeps.

### Riforma augustea
Augusto riorganizzò l'amministrazione finanziaria dello Stato romano, costituendo il fiscus (ovvero la cassa delle entrate dell'imperatore), accanto al vecchio aerarium, che rimase la cassa principale (ora affidata dal 23 a.C. a due pretori, non più a due questori), anche se Augusto fu autorizzato ad attingere da esso le somme necessarie per tutte le funzioni amministrative e militari. L'imperatore, di fatto, poteva dirigere la politica economica di tutto l'impero ed assicurarsi che le risorse fossero equamente distribuite in modo che le popolazioni sottomesse potessero considerare il governo di Roma una benedizione non una condanna. Creò infine un aerarium militare per i compensi da dare ai veterani.

#### Funzionari
La nuova amministrazione del fiscus era organizzata ed affidata ad una serie di funzionari pubblici nominati dal princeps. Si trattava normalmente di servi e liberti imperiali. Era dotato anche di un corpo di funzionari, gli advocati fisci che ne difendevano le ragioni in giudizio, nel contenzioso che emergeva rispetto ai beni in esso inclusi.
A partire dai Flavi, il responsabile capo della gestione del fiscus fu affidato ad un procurator a rationibus Augusti (o procurator fisci), che aveva il compito di:
- stilare un bilancio statale prevedendo entrate ed uscite dell'Impero;
- gestire finanziariamente il patrimonium del princeps (compresa la cura dei palazzi imperiali, l'amministrazione delle miniere della Hispania e della Dalmatia, i latifondi africani e dell'Egitto);
- gestire le spese dell'esercito romano;
- effettuare le distribuzioni frumentarie;
- gestire la ristrutturazione di acquedotti, templi, strade in Italia e nelle province;
- stabilire le quantità annuali di metallo da coniare.

#### Entrate
Il fiscus, distinguendosi dal patrimonio privato imperiale, raccolse tutte le entrate che erano attribuite all'imperatore in virtù dei suoi poteri sovrani e per l'adempimento dei fini pubblici. Nel 27 a.C., Augusto, riorganizzando le province da un punto di vista fiscale e amministrativo, tenne per sé l'amministrazione di quelle "non pacate", ovvero quelle limitanee, in cui erano stanziate le legioni, con il fine, mal celato, di giustificare il potere sull'esercito. Tali province, poi dette imperiali, o provinciae Caesaris, furono affidate ai legati Augusti pro praetore di rango senatorio, scelti tra ex-consoli ed ex-pretori, con legati legionari, prefetti e tribuni come subalterni. Faceva eccezione l'Egitto, in cui venne riconfermato il praefectus Alexandreae et Aegypti, un membro del ceto equestre munito di imperium. Per l'aspetto tributario, tali province erano affidate ad agenti del principe, cavalieri, ma anche liberti, col titolo di procuratores Augusti; le entrate andavano a confluire sulla neonata cassa del principe, il fiscus.
Il fiscus aveva perciò il compito di raccogliere tutte le entrate delle province non pacatae, attraverso i vari governatori provinciali. Il fiscus raccoglieva anche multe ed imposte indirette (vectigalia), le eredità private (bona caduca e vacantia) oltre ai bona damnatorum (confische di beni).

### Da Tiberio ai Severi
Alla morte di Tiberio nelle casse del fiscus romano c'erano 2.700.000.000 di sesterzi che Caligola spese in un anno circa. Alcune delle spese sostenute dal nuovo imperatore furono inevitabili: elargizioni varie al popolo, all'esercito, ai pretoriani (a cui diede un donativo doppio rispetto a quello promesso da Tiberio, 2.000 sesterzi a testa) e ai regni vassalli di Roma (dette 100.000.000 di sesterzi ad Antioco IV di Commagene).
Una volta conclusa la prima guerra giudaica, Vespasiano sottopose gli Ebrei al fiscus iudaicus, tassa da loro pagata, nella condizione di essere stati assoggettati all'Impero romano dopo la distruzione del Tempio di Gerusalemme, in favore del tempio di Giove Capitolino in Roma. Fu Nerva ad abolirla (96-98). Il fiscus invece con i Flavi venne amministrato da funzionari di maggior responsabilità come il procurator Augusti di ordine equestre (si occupavano sia dei redditi sia delle spese, fiscali e patrimoniali).
Soprattutto con gli Antonini, chi rivestì la carica di Imperatore non si sentiva più padrone di nulla, nel significato di non disporre più di un proprio e personale patrimonium principis:
(Cassio Dione Cocceiano, Storia romana, LXXII, 33.2.)
Sappiamo che l'oratore romano e maestro di retorica, Marco Fabio Quintiliano, fu uno stipendiato del fiscus imperiale.
Al termine della guerra civile degli anni 193-197, Settimio Severo, confiscò numerosi beni appartenuti ai suoi avversari politici (sconfitti e morti), rimpolpando la cassa imperiale del fiscus, svuotata in quegli anni di tutte le sue risorse.
In un periodo non definito, l'Imperatore, impadronitisi anche dell'aerarium, pose fine alla separazione fra le due casse e le entrate che già spettavano all'erario confluirono nel fiscus, nel quale confluivano anche beni derivanti dalle confische e dalle sostanze dei cittadini che morivano senza lasciare eredi diretti.

### Tarda antichità
Nella tarda antichità i coloni, in quanto lavoratori "liberi", avevano pure le tasse da corrispondere al fiscus. Non sorprende che, in alcuni casi, le loro condizioni risultassero più pesanti rispetto a quelle degli schiavi, il cui mantenimento era comunque a carico del padrone.